# Plegaderus saucius
Plegaderus (Plegaderus) saucius – gatunek chrząszcza z rodziny gnilikowatych i podrodziny Abraeinae.

## Taksonomia
Gatunek opisany został w 1834 roku przez Wilhelma Ferdinanda Erichsona.

## Opis
Ciało długości od 1,5 do 2 mm, ubarwione brązowo-czarno, lśniące. Przedplecze słabo ku przodowi zwężone, nieco szersze niż długie, drobno punktowane, z wałeczkiem bocznym rozdzielonym tuż za rowkiem poprzecznym skośną bruzdką, przy czym obie części wałeczka stykają się ze sobą, a rowkiem poprzecznym wąskim, niezbyt głębokim i ulokowanym w przedniej jego części. Pokrywy gęściej od przedplecza punktowane, o szwie gładkim, pozbawione bruzdek grzbietowych.  Na przedpiersiu 2 podłużne wyżłobienia. Golenie odnóży przednich rozszerzone i opatrzone drobnymi kolcami. Pygidium i propigidium punktowane silnie i gęsto.

## Biologia i ekologia
Współwystępuje z różnymi kornikowatymi pod zmurszałą korą sosny, świerka, jodły, a sporadycznie także drzew liściastych.

## Rozprzestrzenienie
Wykazany został z Albanii, Austrii, Białorusi, Belgii, Bośni i Hercegowiny, Bułgarii, Chorwacji, Czech, europejskiej Turcji, Finlandii, Francji, Grecji, Hiszpanii, byłej Jugosławii, Korsyki, Litwy, Liechtensteinu Łotwy, Macedonii Północnej, Niemiec, Polski, Rumunii, Rosji, w tym obwodu królewieckiego, Słowacji, Słowenii, Szwecji, Szwajcarii, Ukrainy, Węgier i Włoch. Ponadto znany z Kaukazu.
W Polsce występuje podgatunek P. s. saucius, od niżu po góry, jednak spotykany jest sporadycznie.

## Systematyka
Wyróżnia się 2 podgatunki tego chrząszcza:
- Plegaderus (Plegaderus) saucius meridionalis J. Muller 1907
- Plegaderus (Plegaderus) saucius saucius Erichson, 1834